# Кош, Карой
Карой Кош (венг. Kós Károly, нем. Károly Kósch; 16 декабря 1883, Тимишоара, Австро-Венгрия — 25 августа 1977, Клуж-Напока, Румыния) — трансильванский венгерский архитектор, писатель, иллюстратор, этнолог и политик.

## Биография
В 1909 году по проекту Коша была построена церковь в селе Зебегень и приходское помещение в Обуде, а в 1910 году — Будапештский зоопарк. После 1910 года был автором проектов церкви в Колосвари и больницы в Сфынту-Георге. На тот момент был под влиянием Венского сецессиона и модерна.

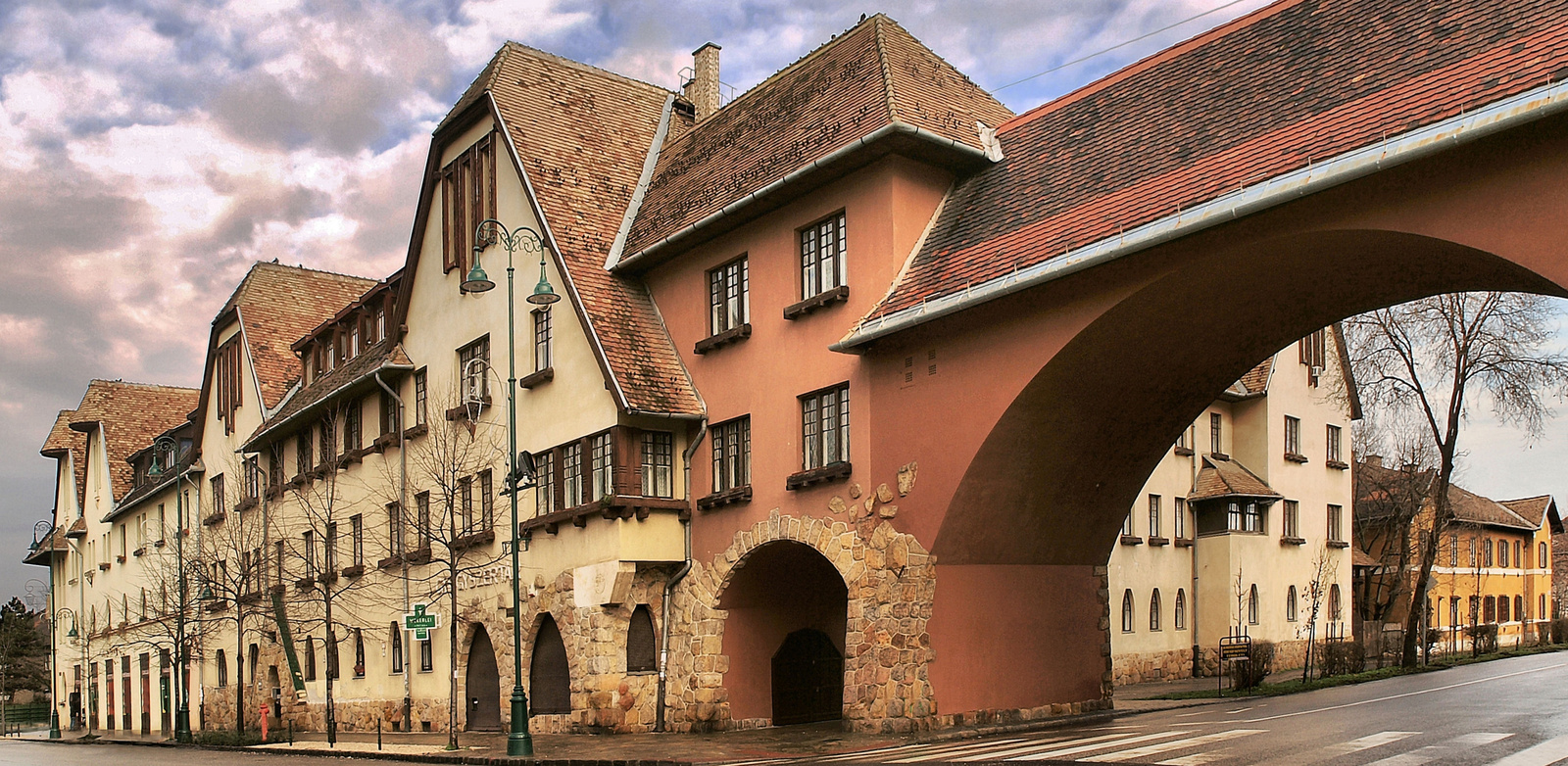
Район Wekerletelep, Будапешт

В 1914 году с началом Первой мировой войны переехал в Алмаш. С 1917 по 1918 год находился на учебе в Стамбуле. В 1918 году был приглашен преподавать в Колледж прикладного искусства в Будапеште, но отказался, поскольку хотел переехать обратно в Трансильванию. Весной 1919 года провозгласил создание «Республики Калотасег» на принципах трансильванизма, однако это предприятие не получило поддержки.
Впоследствии начал политическую карьеру, признав администрацию Королевства Румынии. Был один из основателей Трансильванськой народной партии в 1921 году и впоследствии Мадьярской партии Румынии. Он также был редактором партийной газеты «Vasárnap».
В 1924 году вместе с несколькими друзьями основал издательский дом «Erdélyi Szépmíves Céh». С 1931 года работал редактором «Erdélyi Helikon» и руководителем гильдии Миклоша Барабаша.
1944 года его дом был разграблен, поэтому он переехал к семье в Клуж. Там работал директором Трансильванской экономической ассоциации. Как политический деятель был президентом Венгерского народного союза (левой венгерской партии в Румынии), а затем был членом Палаты депутатов Румынии (1946—1948).
До 1953 года работал преподавателем в Клузском сельскохозяйственном колледже, будучи деканом в 1945 году. С 1948 по 1949 год также был корреспондентом в журнале «Világosság». Умер в 1977 году в Клуже.

## Архитехтурные проекты Коша

### 1908—1910 гг.
- Реформирована приходская церковь Обуда
- Католическая церковь Зебегень
- Зоопарк, Будапешт
- Дом Коша, Стана

### 1910—1913 гг.
- Улица Варосмайор, Будапешт
- Район Wekerletelep, Будапешт
- Секейський национальный музей, Сфынту-Георге

### 1930—1950 гг.
- Дом Коша, Мишкольц
- Выставочный зал, Клуж-Напока
- Реставрация дома короля Матиаса, Клуж-Напока
- Молочный зал, Вижу

## Романы
- Varjú nemzetség (1925)
- A Gálok (1930)
- Országépítő (1934)